# Новое Хинколово
Но́вое Хи́нколово — деревня в Гатчинском муниципальном округе Ленинградской области.

## История
Согласно «Топографической карте частей Санкт-Петербургской и Выборгской губерний» в 1860 году деревня называлась Новое Хинколо и состояла из 7 крестьянских дворов.

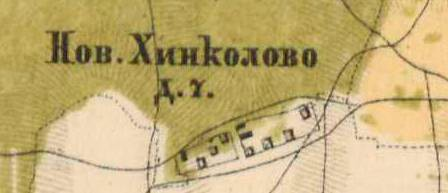
План деревни Новое Хинколово. 1885 год

В 1885 году деревня Новое Хинколово также насчитывала 7 дворов.
Согласно материалам по статистике народного хозяйства Царскосельского уезда 1888 года пустошь Хинколово площадью 40 десятин принадлежала дочери надворного советника Е. Н. Дрейера, она была приобретена частями в 1881 и 1884 годах за 2500 рублей. Владелица имела 2 рабочих лошади и 4 коровы, 5 овец и 2 свиньи.
В конце XIX — начале XX века деревня административно относилась к Гатчинской волости 2-го стана Царскосельского уезда Санкт-Петербургской губернии.
К 1913 году количество дворов увеличилось до 8.
С 1917 по 1924 год деревня Новое Хинколово входила в состав Гатчинской волости Детскосельского уезда.
С 1924 года в составе Никольского сельсовета.
Согласно данным переписи населения СССР 1926 года в деревне Ново-Хинколово Никольского сельсовета Троцкой волости Троцкого уезда проживал 71 человек, все жители деревни — эстонцы.
В 1928 году население деревни Новое Хинколово составляло 133 человека.

План деревни Новое Хинколово. 1939 год

Согласно топографической карте 1939 года деревня называлась Ново-Хинколово и насчитывала 22 двора.
C 1 августа 1941 года по 31 декабря 1943 года деревня находилась в оккупации.
В 1958 году население деревни Новое Хинколово составляло 316 человек.
По данным 1966 и 1973 годов деревня Новое Хинколово входила в состав Никольского сельсовета.
По данным 1990 года деревня Новое Хинколово входила в состав Большеколпанского сельсовета.
В 1997 году в деревне проживали 17 человек, в 2002 году — 23 человека (русские — 83%), в 2007 году — 9.

## География
Деревня расположена в северо-западной части района на автодороге 41К-471 (подъезд к дер. Хинколово), близ Борницких карьеров.
Расстояние до административного центра поселения, деревни Большие Колпаны — 14 км.
Ближайшая железнодорожная станция — Войсковицы, расстояние до железнодорожной станции Гатчина-Балтийская — 20 км.

## Демография
| 2007 | 2010 | 2011 | 2012 | 2017 |
| ---- | ---- | ---- | ---- | ---- |
| 9    | ↗23  | ↘20  | →20  | ↗51  |

### Национальный состав
Согласно данным Всероссийской переписи населения 2021 года в деревне проживали 78 человек, из них:
 русские — 69, азербайджанцы — 7, татары — 1, другие национальности — 1 человек.

## Улицы
Карьерная.